# Équipe d'Algérie masculine de handball au Championnat d'Afrique 1979
Cet article relate le parcours de l'Équipe d'Algérie masculine de handball au Championnat d'Afrique 1979 qui est disputé à Brazzaville en République du Congo du 20 au 28 juillet 1979. Il s'agit de la deuxième participation de l'Algérie au Championnat d'Afrique.
L'Algérie termine à la troisième place. Après le boycott de la Tunisie et de l'Égypte, 2e, c'est l'Algérie, qui est finalement qualifiée pour les Jeux olympiques de Moscou.

## Effectif
- Fayçal Hachemi
- Khiati
- Ahmed Farfar
- Azzeddine Bouzerar
- Farouk Bouzerar
- Kamel Hebri
- Mohamed Abdi
- Ali Akacha
- Lounès Amara
- Mounir Bensemra
- Boutaleb
- Mustapha Doballah
- Abdelkrim Hamiche
- Ahcene Djeffal
- Abdelatif Bergheul
- Mouloud Mokhnache

Entraîneurs
- Ignacy Pazur
- Farouk Benbelkacem

## Résultats

### Phase de groupe
Dans le groupe A, les résultats de l'Algérie sont :
| juillet 1979 | Algérie | 43-15 | Angola | Brazzaville |

| juillet 1979 | Algérie | 31-24 | Cameroun | Brazzaville |

| juillet 1979 | Algérie | 29-22 | Togo | Brazzaville |

| juillet 1979 | Algérie | ?-? | Égypte | Brazzaville |

### Demi-finale
| 29 juillet 1979 | Tunisie | 23-18 | Algérie | Brazzaville |

### Match pour la3eplace
| 30 juillet 1979 | République du Congo | 24-26 | Algérie | Brazzaville |